# عمر بردلی
عمر نلسون بردلی (به انگلیسی: Omar Nelson Bradley) ژنرال پنج ستاره نیروی زمینی ایالات متحده آمریکا بود، که در فاصله سال‌های ۱۹۴۹ تا ۱۹۵۳ به‌عنوان نخستین رئیس ستاد مشترک نیروهای مسلح ایالات متحده آمریکا فعالیت می‌کرد.
بردلی فعالیت نظامی را از سال ۱۹۱۵ در نیروی زمینی آمریکا آغاز کرد، از ۱۹۴۱ تا ۱۹۴۲ فرمانده مدرسه پیاده‌نظام ارتش ایالات متحده آمریکا بود، از مارس تا ژوئن ۱۹۴۲ فرماندهی لشکر ۸۲ام هوابرد و از ۱۹۴۲ تا ۱۹۴۳ فرماندهی لشکر ۲۸ پیاده را برعهده داشت.
وی از آوریل تا سپتامبر ۱۹۴۳ فرمانده سپاه دوم و از ۱۹۴۳ تا ۱۹۴۴ فرمانده ارتش اول بود، از ۱۹۴۸ تا ۱۹۴۹ به‌عنوان رئیس ستاد نیروی زمینی آمریکا فعالیت می‌کرد و از ۱۹۴۹ تا ۱۹۵۱ رئیس کمیته نظامی ناتو بود.

## زندگی‌نامه
عمر بردلی در ۱۲ فوریه ۱۸۹۳ در خانواده‌ای فقیر در منطقه‌ای روستایی در ایالت میزوری آمریکا به دنیا آمد. در سال ۱۹۱۱ میلادی، به دانشکده افسری وست پوینت در نیویورک رفت و در سال ۱۹۱۵ از این دانشکده فارغ‌التحصیل شد. بردلی به هنگ چهارم پیاده‌نظام پیوست ولی درجنگ جهانی اول شرکت نکرد. خودرو جنگی برادلی که همزمان با مرگ عمر برادلی به ارتش آمریکا پیوسته بود به افتخار وی نام‌گذاری شده است.

## شرکت در جنگ جهانی دوم

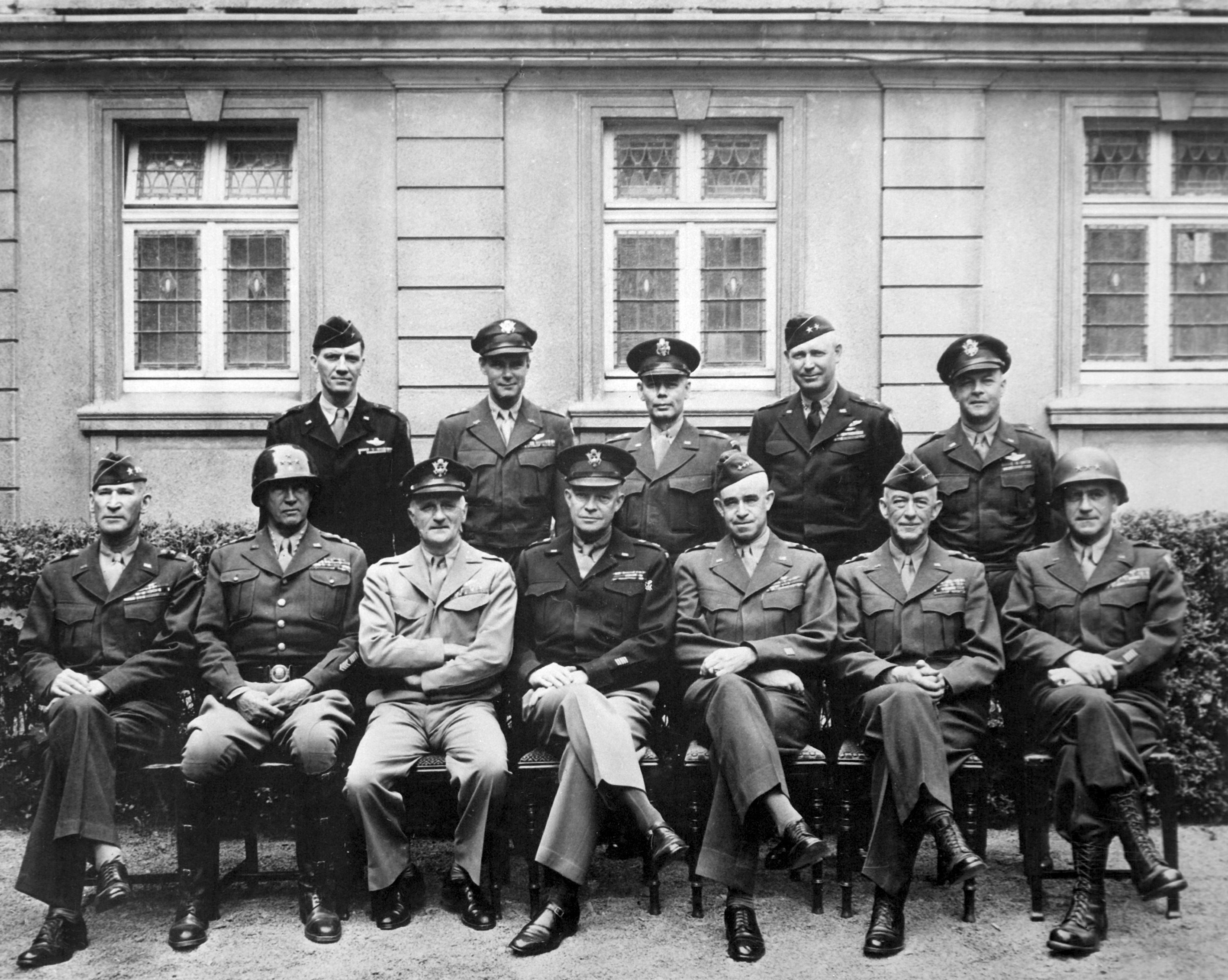
فرماندهان ارشد آمریکایی تئاتر اروپایی جنگ جهانی دوم. (از چپ به راست) جنس نشسته هستند. ویلیام اچ. سیمپسون، جورج اس. پاتون، کارل ا. اسپاتز، دوایت دی. آیزنهاور، عمر بردلی، کورتنی اچ. هاجز، و لئونارد تی. ایستاده هستند (از چپ به راست) Gens. رالف اف. استرلی، هویت واندنبرگ، والتر بدل اسمیت، اتو پی ویلند و ریچارد ای. نوجنت.

در ۱۹۳۶ به درجه سرهنگی رسید و در ستاد فرماندهی مشغول به خدمت شد. در فوریه ۱۹۴۱ سرتیپ شد و در فوریه ۱۹۴۲ به درجه سرلشکری رسید و فرماندهی لشکر ۸۲ پیاده را به عهده گرفت. در عملیات نرماندی برادلی فرمانده ارتش اول آمریکا شد. برادلی پس از پایان جنگ جهانی دوم رئیس ستاد ارتش ایالات متحده و رئیس ستاد مشترک ارتش (۱۹۵۳–۱۹۴۳) بود.
در اوت ۱۹۴۹ ریس جمهور ترومن، بردلی را به عنوان نخستین رئیس ستاد مشترک ارتش آمریکا منصوب کرد و در سپتامبر ۱۹۵۰ به درجهٔ ژنرال پنج‌ستاره ترفیع یافت. در سال ۱۹۵۳ بازنشسته شد و در دوران بازنشستگی ریاست هیئت مدیره شرکت بولوا را بر عهده گرفت.
عمر بردلی در ۸ آوریل ۱۹۸۱، در شهر نیویورک درگذشت و در آرامگاه ملی آرلینگتون به خاک سپرده شد.

## نقل قول‌های معروف
- «آماتورها دم از استراتژی می‌زنند، ولی فکر و ذکر حرفه‌ای‌ها لجستیک (تدارکات) است».